# Persoonia hakeaeformis
Persoonia hakeaeformis är en tvåhjärtbladig växtart som beskrevs av Meissn.. Persoonia hakeaeformis ingår i släktet Persoonia och familjen Proteaceae. Inga underarter finns listade i Catalogue of Life.